# Treehouse of Horror XVIII
Treehouse of Horror XVIII, titulado La casa-árbol del terror XVIII en España y La casita del horror XVIII en Hispanoamérica, es un episodio de la decimonovena temporada de la serie de televisión de dibujos animados Los Simpson, estrenado originalmente el 4 de noviembre de 2007 y el 22 de junio de 2008 en Hispanoamérica. En el decimoctavo episodio especial de Halloween, Bart esconde a Kodos de las autoridades, Marge y Homer son asesinos a sueldo, y Ned Flanders adquiere poderes sobrenaturales de Dios, los cuales utiliza para castigar a los niños. Fue escrito por Marc Wilmore y dirigido por Chuck Sheetz.

## Secciones

### Secuencia de apertura
Marge les dice a los televidentes que Halloween fue "la semana pasada" (en clara referencia a la fecha de emisión del episodio, 4 de noviembre), pero en casa de Los Simpson se sigue festejando. Es interrumpida por personajes miniatura anuncios publicitarios de FOX como Fox Sports, Prison Break, COPS, 24, American Idol, House, entre otras. Marge mata a los personajes de FOX con instrumentos de cocina. Al no saber que más hacer, los hornea junto a la masa de pan. Y cuando corta la masa en rebanadas justamente para Homer al llegar al comedor diciendo "la cena está servida", los miembros de los cadáveres forman el título del episodio Treehouse of Horror XVIII y los créditos iniciales. Después de probar el pan hecho con los cadáveres, Homer se siente satisfecho.

### E.T. Go Home
- En España e Hispanoamérica: ET, vete a casa

Todo comienza cuando Bart está viendo la televisión y Marge le pide que vaya al cobertizo por gas butano para la cocina, y Bart va hacia el cobertizo donde encuentra a Kodos, la alienígena, que está escondiéndose del gobierno, y decide ayudarla a encontrar una serie de objetos que le permitirán comunicarse con su planeta natal... pero sus intenciones distan de ser amistosas. En realidad, no estaba tratando de comunicarse, sino de teletransportar a sus compañeros alienígenas a través de un portal y todos juntos dominar la Tierra, pero Kodos no le dice nada a los Simpsons. El gobierno encuentra a Kodos escondido en la casa de los Simpsons pero toda la familia ayuda a que Bart y Kodos escapen hacia el sitio donde Kodos termina su teletransportador y llama a todos sus compañeros. Sin embargo, los extraterrestres son aniquilados por los soldados, y Homer le dice a Bart que les dejaran matar uno, entonces Bart apunta a Kodos pero Kodos dice "Bart amigo" y Homer llega diciendo "Homer aburrido" y dispara a quemarropa contra Kodos. Al final diseccionan a Kodos y los Simpsons son invitados a presenciar este hecho, y Kodos se queja de que aún está vivo, por lo que no sería una disección, sino una "vivisección". Homer, para callarlo, lo asfixia con una almohada.

### Mr. & Mrs. Simpson
- En España: Señor y Señora Simpson
- En Hispanoamérica: El Señor y la Señora Simpson

Todo comienza con una conversación entre Homer, Marge y una tercera persona en una oficina. Parece ser un día normal, pero Homer oculta algo muy importante a su familia: es un asesino a sueldo al mando de su jefe, el Sr. Burns. Y Homer tiene como misión eliminar a Kent Brockman, quien descubrió que Burns había estado autogastando energía nuclear. Por lo que Homer inventa una excusa para Marge a fin de ir a su misión pero Marge también iba a salir por lo cual, no le importa mucho el que su esposo salga por la noche. Durante un evento donde Brockman es el invitado, Homer se prepara para asesinar a Kent cuando una misteriosa mujer bloquea el impacto de Homer e ella misma mata a Brockman, Homer descubre que Marge también trabaja como asesina. Más tarde en su casa, ambos tratan de justificarse en cuanto a sus acciones dadas en el día. Por ejemplo, Marge le dice a Homer que la peluca que estaba sobre la licuadora es una funda para licuadoras (cuando fue la peluca con la que mató a Brockman) y Homer le dice que "volteó muchas carretillas" notando que se equivocó porque esa fue la excusa de Marge para salir de casa. En esa noche y durante la cena entre Homer y Marge, ambos planeaban matarse entre ellos solo que ambos terminan sin cumplir su cometido. Aunque Marge le revela a Homer que él sabía que ella trabajaba de asesina a sueldo solo que él nunca le presta atención a lo que le dice. Y mientras peleaban entre ellos, sus hijos se despiertan pero Homer les pide que vayan a dormir y a cambio, les dejaría comer helado. Y en lo que los niños se van, Homer está a punto de matar a Marge y en eso, el jefe Wiggum entra a la casa diciendo que un "vecinirijillo" fue quien denunció los tiroteos, a lo que Marge mata a Wiggum y tras esto, tanto Homer como Marge se besan y tienen relaciones apasionadamente. Homer termina diciéndole a la tercera persona de la habitación que matar junto a Marge mejoró su relación matrimonial. Al final, el tercer sujeto del lugar era el director Skinner, quien se siente bien por ellos pero que solo quería hablar acerca de los problemas de conducta de Bart. Al ver esto, tanto Homer como Marge disparan contra Skinner. Al oscurecerse la imagen, se oye a un Skinner agonizante que dice: "Recuérdenme que el viernes hay dos por uno" en la versión hispanoamericana y "Recuérdenme el día de pizza" en la emisión en España.

### Heck House
- En Hispanoamérica: La casa del infernirijillo
- En España: La casa infernal

Bart, Lisa, Nelson y Milhouse pasan la noche de Halloween pidiendo dulces pero obtienen sin éxito. A lo que Bart sugiere que debn aplicar la ley de "Dulce o travesura". Por lo que los cuatro niños empiezan a hacer bromas a los confiados ciudadanos de Springfield pero de manera extrema (como explosiones, robos, golpes, etc.). Pero cuando todos notan que los cuatro niños llegaron al extremo, Ned Flanders sugiere darles un buen susto para enderezarlos. Al transformar la Iglesia en una "Casa Del Infierno", Flanders quiere asustarlos para que no pequen, pero las representaciones que se hacen en la Iglesia solo les causan gracia a los niños. Flanders le pide a Dios que le dé poder para aterrorizarlos. Y de esa manera, adquiere poderes sobrenaturales, encadenando a los niños y mostrándoles el castigo que sufren aquellos que cometen los pecados capitales. Y se muestra en una pantalla, los castigos de los siete pecados capitales:
- Gula: Homer muere tratando de comer pasta, finalmente él termina transformado en pasta.
- Ira: Willie el conserje muere después de gritarle a su tractor, éste se transforma en un robot y le corta la cabeza.
- Orgullo: El doctor Hibbert muere después de pegar una calcomanía en su auto que dice "Mi hijo esta en el cuadro de honor", luego un camión manejado por Juan Topo choca contra su auto, doblándolo en dos.
- Pereza: Homer vuelve a morir y dice ¿Qué no me había matado el spaghetti mágico? Luego de acostarse en su hamaca, él la atraviesa quedando solo su cuerpo despellejado.
- Envidia, lujuria y avaricia: Moe va a un local nudista y es golpeado en los genitales después de intentar robarle en dinero a una nudista, luego él dice que tiene envidia por los que no tienen genitales.

A lo que al final, los niños, asustados, prometen no volver a pecar. Por lo que Flanders declara que cumplió con su deber y todo vuelve a la normalidad.
El episodio termina con Flanders en el "infierno" diciendo al público que se irá al infierno por mirar la cadena FOX. "(...) y eso incluye FX, Fox Sports y el nuevo portal del infierno, el Wall Street Journal. ¡Bienvenidos al club!".

## Producción
El 27 de julio de 2007, el creador de la serie, Matt Groening, y los productores contrataron a un panel, el cual debió crear tópicos para la decimonovena temporada. El panel reveló que Peter Griffin de Family Guy iba a ser uno de los personajes en miniatura de la secuencia de apertura, pero luego fue removido de la escena.